# Franz Bauer (Politiker, 1876)
Franz Bauer (* 19. November 1876 in Linz; † 27. August 1944 ebenda) war ein österreichischer Politiker (CS), Gastwirt und Kommerzialrat.

## Berufsleben
Nach Volksschule, Bürgerschule und Ackerbauschule war er als Gastwirt tätig und erhielt den Titel Kommerzialrat.

## Politik
Bauer war Mitglied des Gemeinderates der Stadt Linz 1913–1938, Präsident des Landesverbandes der Gastwirte Oberösterreichs, Vorsteher der Genossenschaft der Gastwirte 1928 und Mitglied des Oberösterreichischen Landesschulrates 1934–1938. Er war Abgeordneter zum Nationalrat für die Christlichsoziale Partei in der II. und III. Gesetzgebungsperiode vom 20. November 1923 bis zum 1. Oktober 1930.